# Лавердин
Лаверди́н (фр. Laverdines) — коммуна во Франции, находится в регионе Центр. Департамент — Шер. Входит в состав кантона Божи. Округ коммуны — Бурж.
Код INSEE коммуны — 18123.

## География
Коммуна расположена приблизительно в 210 км к югу от Парижа, в 120 км юго-восточнее Орлеана, в 32 км к востоку от Буржа.
Через восточную часть коммуны протекает река Вовиз.

## Население
Население коммуны на 2008 год составляло 52 человека.
| 1962 | 1968 | 1975 | 1982 | 1990 | 1999 | 2008 |
| ---- | ---- | ---- | ---- | ---- | ---- | ---- |
| 93   | 102  | 58   | 58   | 47   | 43   | 52   |

## Экономика
В 2007 году среди 30 человек в трудоспособном возрасте (15-64 лет) 22 были экономически активными, 8 — неактивными (показатель активности — 73,3 %, в 1999 году было 77,8 %). Из 22 активных работали 19 человек (11 мужчин и 8 женщин), безработных было 3 (0 мужчин и 3 женщины). Среди 8 неактивных 5 человек были учениками или студентами, 0 — пенсионерами, 3 были неактивными по другим причинам.